# Агалакова, Ирина Аркадьевна
Ирина Аркадьевна Агалакова (род. 12 марта 1965, Киров) — советская и российская биатлонистка, участница чемпионата мира, победительница и призёр этапов Кубка мира, чемпионка СССР и России в эстафете, мастер спорта СССР международного класса по биатлону, мастер спорта СССР по лыжным гонкам.

## Биография
Выступала за спортивное общество «Динамо» и город Киров. Тренер — Николай Иванович Мочалов.
Входила в сборную СССР с 1990 года. Дебютировала в сезоне 1990/91 на этапе Кубка мира 13 декабря 1990 года в Альбервиле (Ле-Сёзи), где заняла третье место в индивидуальной гонке, уступив только двум другим спортсменкам сборной СССР — Елене Головиной и Светлане Давыдовой. В январе 1991 года в спринте на этапе в Антерсельве снова заняла третье место, это были лучшие результаты спортсменки в карьере в личных видах.
В январе 1991 года на этапе Кубка мира в Рупольдинге стала победительницей в командной гонке в составе сборной СССР вместе с Еленой Мельниковой, Еленой Головиной и Анфисой Резцовой. Спустя неделю на этапе в Антерсельве стала победительницей в эстафете вместе с Еленой Беловой и Еленой Головиной. В общем зачёте Кубка мира сезона 1990/91 заняла девятое место, набрав 115 очков.
Принимала участие в чемпионате мира 1991 года, стартовала только в одном виде программы — спринте, в котором заняла 20-е место.
В дальнейшем участвовала в этапах Кубка мира в составе сборной России до сезона 1995/96, но не была твёрдой спортсменкой основного состава.
Становилась чемпионкой СССР и России в эстафетах[уточнить].
По окончании спортивной карьеры работает в Кирове тренером в Центре зимних видов спорта «Перекоп». Имеет звание «тренер высшей квалификационной категории».